# Tylonereis bogoyawlenskyi
Tylonereis bogoyawlenskyi is een borstelworm uit de familie Nereididae. Het lichaam van de worm bestaat uit een kop, een cilindrisch, gesegmenteerd lichaam en een staartstukje. De kop bestaat uit een prostomium (gedeelte voor de mondopening) en een peristomium (gedeelte rond de mond) en draagt gepaarde aanhangsels (palpen, antennen en cirri).
Tylonereis bogoyawlenskyi werd in 1911 voor het eerst wetenschappelijk beschreven door Fauvel.